# 2014년 9월
| 2014년: 1월 · 2월 · 3월 · 4월 · 5월 · 6월 · 7월 · 8월 · 9월 · 10월 · 11월 · 12월 |

| <          | 2014년 9월 | 2014년 9월 | 2014년 9월  | 2014년 9월 | 2014년 9월 | >          |
| 일         | 월         | 화         | 수          | 목         | 금         | 토         |
|            | 1 8.8 을해 | 2 9 병자   | 3 10 정축   | 4 11 무인  | 5 12 기묘  | 6 13 경진  |
| 7 14 신사  | 8 15 임오  | 9 16 계미  | 10 17 갑신  | 11 18 을유 | 12 19 병술 | 13 20 정해 |
| 14 21 무자 | 15 22 기축 | 16 23 경인 | 17 24 신묘  | 18 25 임진 | 19 26 계사 | 20 27 갑오 |
| 21 28 을미 | 22 29 병신 | 23 30 정유 | 24 9.1 무술 | 25 2 기해  | 26 3 경자  | 27 4 신축  |
| 28 5 임인  | 29 6 계묘  | 30 7 갑진  |             |            |            |            |

| - 9월 3일 - 은비 - 9월 7일 - 리세 - 9월 2일 - 레바논 대통령 선거 11차전 - 9월 14일 - 스웨덴 총선거 - 9월 17일 - 피지 총선거 - 9월 18일 - 스코틀랜드 독립 국민 투표 - 9월 20일 - 뉴질랜드 총선거 - 9월 23일 - 레바논 대통령 선거 12차전 편집하기 |

## 2014년 9월 30일 (화요일)
문화
- 걸그룹 소녀시대 멤버 제시카가 전격 탈퇴했다.

## 2014년 9월 27일 (토요일)
사회
- 일본 기후현과 나가노현에 걸쳐있는 화산인 온타케 산이 분화하여 36명이 사망했다.

## 2014년 9월 24일 (수요일)
국제
- 미국이 시리아 내 IS의 거점지역인 북부 라카 지역과 동부 데이르에조르 지역 등 50여 곳을 공습하였다.

## 2014년 9월 22일 (월요일)
사건사고
- 홍콩의 민주화 시위에서 최루탄 발포로 인해 56명 이상이 부상을 입었다.

## 2014년 9월 20일 (토요일)
선거
- 뉴질랜드의 총선에서 뉴질랜드 국민당의 존 키가 승리했다.

## 2014년 9월 19일 (금요일)
선거
- 스코틀랜드의 독립 찬반 투표에서 반대가 55%로 독립이 부결되었다.

문화
- 제17회 인천 아시안 게임이 대한민국 인천광역시에서 개막하였다.

## 2014년 9월 18일(목요일)
정치
- 새정치민주연합의 새 비상대책위원장으로 문희상 의원이 선출되었다.

사회
- 법원이 현대자동차의 하청업체 노동자들을 정규직으로 인정하라고 판결했다.
- 배우 김부선이 난방비 문제로 반상회에서 주민을 폭행한 사건과 관련해 경찰이 해당 아파트에 대해 조사를 시작했다.
- 서울도시철도공사 소속 모 기관사가 공황장애 등으로 자살한 일이 발생했다.

국제
- 스코틀랜드에서 독립 찬반 투표가 치러졌다.

## 2014년 9월 17일(수요일)
정치
- 박영선 새정치민주연합 원내대표가 탈당 의사를 철회하고 당에 복귀하였다.

사회
- 세월호 유가족 대책위원회 임원 전원이 대리기사 폭행 사건에 대한 책임을 지고 사퇴하였다.
- 군 검찰은 지난 2011년 여군 중위 자살 사건과 관련해 당시 그 부대 대대장이었던 현직 소령을 가혹행위 등의 혐의로 기소하였다.

스포츠
- 2014 인천아시아경기대회의 성화가 전국일주를 마치고 개최지인 인천에 도착하였다.

## 2014년 9월 16일 (화요일)
정치
- 박근혜 대통령은 16일 가진 국무회의에서 세월호 특별법과 관련해 '수사·기소권 포함된 특별법 문제는 대통령이 결단을 내릴 사안이 아니다'라고 입장을 내보였다. 이에 대해 세월호 유가족들은 "국민들과 유가족을 절망하게 하는 후안무치한 발언이 아닐 수 없다"고 반발했다.
- 정의화 국회의장이 계속되는 정기국회의 파행을 막는다는 목적으로 정기국회의 모든 일정을 직권상정했다.

경제
- 마이크로소프트가 모장을 25억 달러에 인수하기로 합의했다고 발표했다

사회
- 파업을 예고한 경기도 8개 버스업체의 임금 협상이 타결됨에 따라 파업 계획을 철회했다. 이에 따라 16일로 예정된 파업은 일어나지 않게 됐다.
- 포항의 해병대교육훈련단 수류탄 투척 교장에서 수류탄이 폭발하는 사고가 나서 1명이 숨지고 2명이 다쳤다.

## 2014년 9월 15일 (월요일)
사회
- 경기도내 버스업체인 경원여객, 삼영운수, 보영운수, 삼경운수, 성우운수, 수원여객, 용남고속, 경남여객이 임금인상 등을 요구하며 16일 총파업을 벌이겠다고 예고했다.

국제
- 에어프랑스 노조가 모기업인 에어프랑스-KLM이 저가항공사 트랜스아비아닷컴 프랑스[1]에 대한 사업 확장 계획에 불만을 제기하며 파업을 단행했다. 이들은 19일까지 파업을 진행하겠다고 밝힌 상태이며, 에어프랑스의 방계회사인 KLM도 상태를 봐서 파업에 동참하겠다고 발표했다.

## 2014년 9월 14일 (일요일)
선거
- 스웨덴의 총선거에서 스웨덴 사회민주노동당의 스테판 뢰벤이 승리했다.

## 2014년 9월 11일 (목요일)
사회
- 정부가 현행 2500원 선인 담뱃값을 2000원 오른 4500원으로 올리겠다는 인상 계획을 발표하였다.

## 2014년 9월 8일 (월요일)
사건사고
- 파키스탄과 인도의 카슈미르에서 대규모 홍수로 405명이 사망했다.

국제
- 하이다르 압바디가 이라크의 총리로 취임하였다.

## 2014년 9월 7일(일요일)
부고
- 4일 전 발생한 교통사고로 중태에 빠졌던 레이디스 코드의 리세가 사망하였다.

## 2014년 9월 6일(토요일)
사회
- 을지프리덤가디언훈련 기간이던 지난달 27일 새벽 부산의 모 찜질방에서 공군 간부 2명이 술에 취한채 모 여성을 성폭행한 혐의로 경찰에 체포된 사실이 뒤늦게 알려졌다.

## 2014년 9월 5일(금요일)
정치
- 한민구 국방장관 앞으로 한 장관 및 그 가족들의 신변을 위협하는 말 등이 적힌 협박편지와 함께 '한민구 처단'이라는 말이 새겨진 식칼과 백색의 가루가 동봉된 소포가 보내진 사실이 알려졌다.

사회
- 육군 모 부대에서 사병이 냇가에서 운동하던 도중 급사하는 사고가 발생했다.

스포츠
- 한국 축구대표팀의 새 감독으로 슈틸리케가 내정되었다.

## 2014년 9월 4일(목요일)
사회
- 조희연 서울시교육감이 배재고등학교 등의 자율형사립고 8곳을 지정 해제하겠다고 발표하였다.
- 검찰이 경품행사 조작 등의 의혹을 받고 있는 홈플러스를 압수수색하였다.
- 장사가 안된다며 안산 이곳저곳에 붙어있는 세월호 사고 추모 및 특별법 제정 촉구 등과 관련된 현수막들을 무더기로 철거한 상인들이 불구속 기소되었다.

보건
- WHO가 서아프리카의 에볼라 유행으로 사망한 환자가 1,900명이 넘었다고 발표했다.[2]

## 2014년 9월 3일(수요일)
정치
- 철도비리혐의로 검찰수사를 받아온 새누리당 송광호 의원의 체포동의안이 국회에서 부결되었다.
- 정부가 생활 속의 크고작은 규제,특히 건축 분야 규제들을 일부 완화한다고 발표하였다.

사회
- 육군 모 공수부대에서 포로로 잡혔다고 가정하고 독방에 얼굴을 가린채로 홀로 포박되어 있는 훈련을 진행하던 중 교육생들이 심한 고통을 호소하다 쓰러져 병원으로 긴급 이송되고, 이들 중 하사 2명이 사망하는 사고가 발생했다.
- 걸그룹 레이디스 코드를 태운 그랜드 스타렉스 차량이 영동고속도로 신갈분기점 부근에서 차량 타이어가 빠지며 방호벽을 들이받아 전복되는 사고가 발생하여 멤버 은비가 사망하고, 리세는 중태에 빠졌다.

## 2014년 9월 2일(화요일)
사회
- 배우 이병헌을 협박한 혐의로 걸그룹 글램의 멤버 다희와 모델 이지연이 경찰에 체포되었다.

## 2014년 9월 1일(월요일)
국제
- 소말리아 내전에서 미국의 공습으로 알샤바브 지도자 아흐메드 압디 고다네가 사망하였다.